# Sinuber
Genre
Sinuber est un genre de mollusques gastéropodes de la famille des Naticidae. L'espèce-type est Sinuber sculptum.

## Liste d'espèces
Selon World Register of Marine Species (29 octobre 2017) :
- Sinuber microstriatum Dell, 1990
- Sinuber sculptum (Martens, 1878)